# اقتصاد بوليفيا
يحتل اقتصاد بوليفيا المرتبة 95 على مستوى العالم من حيث القيمة الاسمية، والمرتبة 87 من حيث تعادل القوة الشرائية. يصنف البنك الدولي بوليفيا على أنها دولة ذات دخل متوسط أدنى. تحتل بوليفيا المرتبة 114 بمؤشر تنمية بشرية يبلغ 0.703، (أي تنمية بشرية مرتفعة).
يتمتع الاقتصاد البوليفي بنمط تاريخي من التركيز على سلعة واحدة. من الفضة إلى القصدير إلى الكوكا، لم تتمتع بوليفيا إلا بفترات متقطعة من التنويع الاقتصادي. أعاق عدم الاستقرار السياسي والطبوغرافيا الصعبة الجهود الرامية إلى تحديث القطاع الزراعي. على نحو مماثل، أدى انخفاض النمو السكاني نسبيًا، مقترنًا بانخفاض متوسط العمر المتوقع وارتفاع معدلات الإصابة بالمرض، إلى تقلب مستمر في المعروض من العمالة، وإعاقة ازدهار الصناعات. تسبب التضخم والفساد المتفشي في البلاد أيضًا في إحباط التنمية، ولكن في أوائل القرن الحادي والعشرين، أظهرت أساسيات اقتصادها تحسنًا غير متوقع، ما دفع وكالات التصنيف الائتماني الكبرى إلى رفع مستوى التصنيف الاقتصادي لبوليفيا في عام 2010. تهيمن صناعة التعدين، ولا سيما استخراج الغاز الطبيعي والزنك، حاليًا على اقتصاد التصدير في بوليفيا.
بين عامي 2006 و2019 (فترة رئاسة إيفو موراليس أيما)، تضاعف نصيب الفرد من الناتج المحلي الإجمالي إلى أربعة أمثاله، وانخفض معدل الفقر المدقع من 38% إلى 18%. وقد انخفض معدل الفقر من 22.23% في عام 2000 إلى 12.38% في عام 2010. علاوة على ذلك، انخفض معامل جيني من 0.60 إلى 0.446.
جاءت بوليفيا في المرتبة 97 في مؤشر الابتكار العالمي عام 2023، متقدمة من المرتبة 110 عام 2019. لكنها ما لبثت أن تراجعت للمركز 100 وفق مؤشر عام 2024.

## التاريخ
شهد الاقتصاد البوليفي نموًا سريعًا بين عامي 1960 و1977. وفقًا لإحددى الدراسات، «أدى استمرار العجز وسياسة أسعار الصرف الثابتة خلال سبعينيات القرن العشرين إلى أزمة ديون بدأت عام 1977. في الفترة الممتدة بين عامي 1977 و1986، خسرت بوليفيا تقريبًا كل مكاسب الناتج المحلي الإجمالي للفرد التي حققتها منذ عام 1960». بعد عام 1986، بدأ الاقتصاد البوليفي في النمو من جديد. شهدت بوليفيا أزمة مالية بين عامي 1998 و2002.
اجتاح التضخم الاقتصاد البوليفي (وأعاقه في بعض الأحيان)، منذ سبعينيات القرن العشرين. في عام 1985، شهدت بوليفيا معدل تضخم سنوي تجاوز 20 ألف في المئة. أدى الإصلاح المالي والنقدي إلى تخفيض معدل التضخم إلى أقل من 10 في المئة عام 1990، وفي عام 2004 شهدت بوليفيا معدل تضخم معقول بلغ 4.9 في المئة.
بدءًا من المرسوم الأعلى رقم 21060 لعام 1987،[بحاجة لمصدر] نفذت حكومة بوليفيا برنامجًا بعيد المدى لتحقيق الاستقرار في مجال الاقتصاد الكلي والإصلاح الهيكلي بهدف المحافظة على استقرار الأسعار، وتهيئة الظروف للنمو المستدام، وتخفيف حدة الفقر. شملت أهم التغييرات الهيكلية في الاقتصاد البوليفي رسملة العديد من مؤسسات القطاع العام. (تشكل الرسملة في السياق البوليفي شكلًا من أشكال الخصخصة حيث يكتسب المستثمرون حصة تبلغ 50% من أسهم المؤسسات العامة وسيطرتها الإدارية من خلال الاتفاق على الاستثمار المباشر في المؤسسة على مدى سنوات عديدة، بدلًا من الدفع نقدًا للحكومة). أدى إصلاح رئيسي للخدمات الجمركية إلى تحسين الشفافية بدرجة كبيرة في هذا المجال.
عملت الإصلاحات التشريعية الموازية على ترسيخ السياسات الموجهة نحو السوق، لا سيما في قطاعي المواد الهيدروكربونية والاتصالات، مما شجع الاستثمار الخاص. يحظى المستثمرون الأجانب بمعاملة وطنية، وتتمتع الملكية الأجنبية للشركات بقيود شبه معدومة في بوليفيا. في حين نجح برنامج الرسملة في تعزيز الاستثمار الأجنبي المباشر إلى حد كبير في بوليفيا (7 مليار دولار أمريكي في المخزون خلال الفترة 1996-2002)، انخفض الاستثمار الأجنبي المباشر فيما بعد مع إكمال المستثمرين التزامات عقود الرسملة.
في عام 1996، تم رسملة ثلاث وحدات من شركة النفط الحكومية البوليفية؛ واي بي أف بي، في التنقيب عن الهيدروكربونات (النفط والغاز الطبيعي) وإنتاجه ونقله، الأمر الذي يسّر بناء خط أنابيب للغاز إلى البرازيل. يُذكر أن لدى الحكومة اتفاقية مبيعات طويلة الأجل لبيع 30 مليون متر مكعب من الغاز الطبيعي يوميًا للبرازيل خلال عام 2019. نقل خط أنابيب البرازيل نحو 21 مليون متر مكعب في اليوم من الغاز في عام 2000. تمتلك بوليفيا ثاني أضخم احتياطي من الغاز الطبيعي في أميركا الجنوبية، ولا يشكل استخدامها المحلي وصادراتها الحالية إلى البرازيل سوى جزء ضئيل من إنتاجها المحتمل. استؤنفت صادرات الغاز الطبيعي إلى الأرجنتين عام 2004 عند أربع ملايين متر مكعب في اليوم.
في أبريل 2000، أدت الاحتجاجات العنيفة على خطط خصخصة مرافق المياه (أو المنفعة المائية) في مدينة كوتشابامبا إلى اضطرابات في جميع أنحاء البلاد. في نهاية المطاف، ألغت الحكومة العقد دون تعويض المستثمرين، ما أدى إلى إعادة المنفعة إلى السيطرة العامة. اتخذ المستثمرون الأجانب في هذا المشروع قضية نزاع استثماري ضد بوليفيا بسبب أفعالها. حدث وضع مماثل في عام 2005 في مدينتي إل ألتو ولاباز.
أدت الاحتجاجات والمعارضة واسعة النطاق لتصدير الغاز عبر تشيلي إلى استقالة الرئيس سانشيز دي لوسادا في أكتوبر 2003. أجرت الحكومة استفتاء شعبي ملزم عام 2004 حول خطط تصدير الغاز الطبيعي وإصلاح قانون المواد الهيدروكربونية. بحلول مايو 2005، كان مجلس الشيوخ ينظر في مشروع قانون الكربون.
وفقًا لبيانات صندوق النقد الدولي والبنك الدولي، فضلًا عن عدة معاهد دولية مثل مفوضية الأمم المتحدة الاقتصادية لأمريكا اللاتينية وجزر الكاريبي، تضاعف اقتصاد بوليفيا أربعة أضعاف خلال الفترة من عام 2006 إلى عام 2019 (فترة رئاسة إيفو موراليس وألفارو غارسيا لينيرا) من 9573 إلى 42,401 مليون دولار، ويرجع ذلك بقدر كبير إلى سياسة تأميم الموارد الطبيعية، واستقرار سعر الصرف، وتحفيز السوق المحلية، والاستثمار العام القوي في البنية التحتية، وتصنيع الموارد الطبيعية مثل الغاز والليثيوم. على نحو مماثل، وفقًا لدراسات أجراها البنك الدولي ومفوضية الأمم المتحدة الاقتصادية لأمريكا اللاتينية وجزر الكاريبي، شهدت بوليفيا خلال الفترة 2006-2019 انخفاضًا ملحوظًا في الفقر والفقر المدقع، ما أدى إلى انخفاض عدد السكان الذين يعيشون في فقر مدقع من 38.2% إلى 15.2%. فيما يتعلق بمؤشر التنمية البشرية، ذكر تقرير التنمية البشرية العالمي التابع لبرنامج الأمم المتحدة الإنمائي، أن بوليفيا صُنفت لأول مرة في عام 2018 على أنها «دولة ذو تنمية بشرية مرتفعة»، إذ بلغ مؤشر التنمية البشرية 0.703، وارتفعت إلى المرتبة 114 من أصل 189 بلد وإقليم.

## الاقتصاد الكلي

### المؤشرات الرئيسية
بلغ إجمالي الناتج المحلي لبوليفيا لعام 2016 من حيث تعادل القوة الشرائية 78.35 مليار دولار بينما كان التبادل الرسمي 35.69 مليار دولار.  كان نصيب الفرد من الناتج المحلي الإجمالي من ناحية تعادل القوة الشرائية حوالي 7،191 دولارًا أمريكيًا.  بلغ النمو الاقتصادي حوالي 5.2٪ سنويًا وكان التضخم 4.5٪ في عام 2012. وشهدت بوليفيا فائضًا في الميزانية بنحو 1.5٪ من الناتج المحلي الإجمالي في عام 2012. وبلغت النفقات حوالي 12.2 مليار دولار أمريكي بينما بلغت الإيرادات حوالي 12.6 مليار دولار أمريكي. أدارت الحكومة حسابات فائضة منذ عام 2005.
العملة البوليفية هي البوليفيانو ينقسم البوليفيانو الواحد إلى 100 سنتافو. حل البوليفيانو محل البيزو البوليفي [الإنجليزية] بمعدل مليون إلى واحد في عام 1987 بعد سنوات عديدة من التضخم المتفشي. في ذلك الوقت، كانت 1 بوليفيانو يعادل دولارًا أمريكيًا واحدًا تقريبًا.  في نهاية عام 2011، كانت قيمة البوليفيانو حوالي 0.145 دولار أمريكي فقط. انخفضت أسعار الفائدة السنوية في عام 2010 بشكل مطرد إلى 9.9 في المائة بينما كانت أكثر من 50 في المائة قبل عام 1997.
بلغ مؤشر التنمية البشرية في بوليفيا 0.675، ويتألف من مؤشر الصحة 0.740، ومؤشر التعليم 0.743، ومؤشر الدخل القومي الإجمالي 0.530. وهو ضمن مجموعة التنمية البشرية المتوسطة.  «بين عامي 1980 و 2012، ارتفع مؤشر التنمية البشرية لبوليفيا بنسبة 1.3٪ سنويًا من 0.489 في عام 1980 إلى 0.675 عام 2015، مما منح البلاد المرتبة 108 من أصل 187 دولة ذات بيانات قابلة للمقارنة. مؤشر التنمية البشرية لأمريكا اللاتينية ومنطقة البحر الكاريبي ارتفع من 0.574 في عام 1980 إلى 0.741 في عام 2015، مما وضع بوليفيا دون المتوسط الإقليمي».
ويبين الجدول التالي أهم المؤشرات الاقتصادية في الفترة بين 1980-2017.
| السنة                                                                | 1980       | 1985       | 1990       | 1995       | 2000       | 2005       | 2006       | 2007        | 2008        | 2009        | 2010        | 2011        | 2012        | 2013        | 2014        | 2015        | 2016        | 2017        |
| -------------------------------------------------------------------- | ---------- | ---------- | ---------- | ---------- | ---------- | ---------- | ---------- | ----------- | ----------- | ----------- | ----------- | ----------- | ----------- | ----------- | ----------- | ----------- | ----------- | ----------- |
| الناتج المحلي الإجمالي بالدولار (تعادل القوة الشرائية)               | 10.8 مليار | 12.6 مليار | 16.4 مليار | 22.6 مليار | 29.2 مليار | 38.1 مليار | 41.2 مليار | 44.23 مليار | 47.87 مليار | 49.86 مليار | 52.55 مليار | 56.42 مليار | 60.41 مليار | 65.55 مليار | 70.37 مليار | 74.59 مليار | 78.77 مليار | 83.55 مليار |
| نصيب الفرد من الناتج المحلي الإجمالي بالدولار (تعادل القوة الشرائية) | 2,090      | 2,080      | 2,442      | 2,994      | 3,497      | 4,180      | 4,439      | 4,685       | 4,987       | 5,109       | 5,298       | 5,599       | 5,900       | 6,303       | 6,663       | 6,955       | 7,229       | 7,547       |
| نمو الناتج المحلي الإجمالي (الحقيقي)                                 | 0.6%       | −1.7%      | 4.6%       | 4.7%       | 2.5%       | 4.4%       | 4.8%       | 4.6%        | 6.1%        | 3.4%        | 4.1%        | 5.2%        | 5.1%        | 6.8%        | 5.5%        | 4.9%        | 4.3%        | 4.2%        |
| التضخم                                                               | 47.1%      | 11,749.6%  | 17.1%      | 10.2%      | 4.6%       | 5.4%       | 4.3%       | 6.6%        | 14.0%       | 3.3%        | 2.5%        | 9.9%        | 4.5%        | 5.7%        | 5.8%        | 4.1%        | 3.6%        | 2.8%        |
| الدين الحكومي (النسبة المئوية من الناتج المحلي الإجمالي)             | ...        | ...        | ...        | ...        | 67%        | 82%        | 54%        | 40%         | 37%         | 39%         | 38%         | 35%         | 35%         | 36%         | 37%         | 41%         | 46%         | 51%         |

## القطاعات

### القطاع الأولي

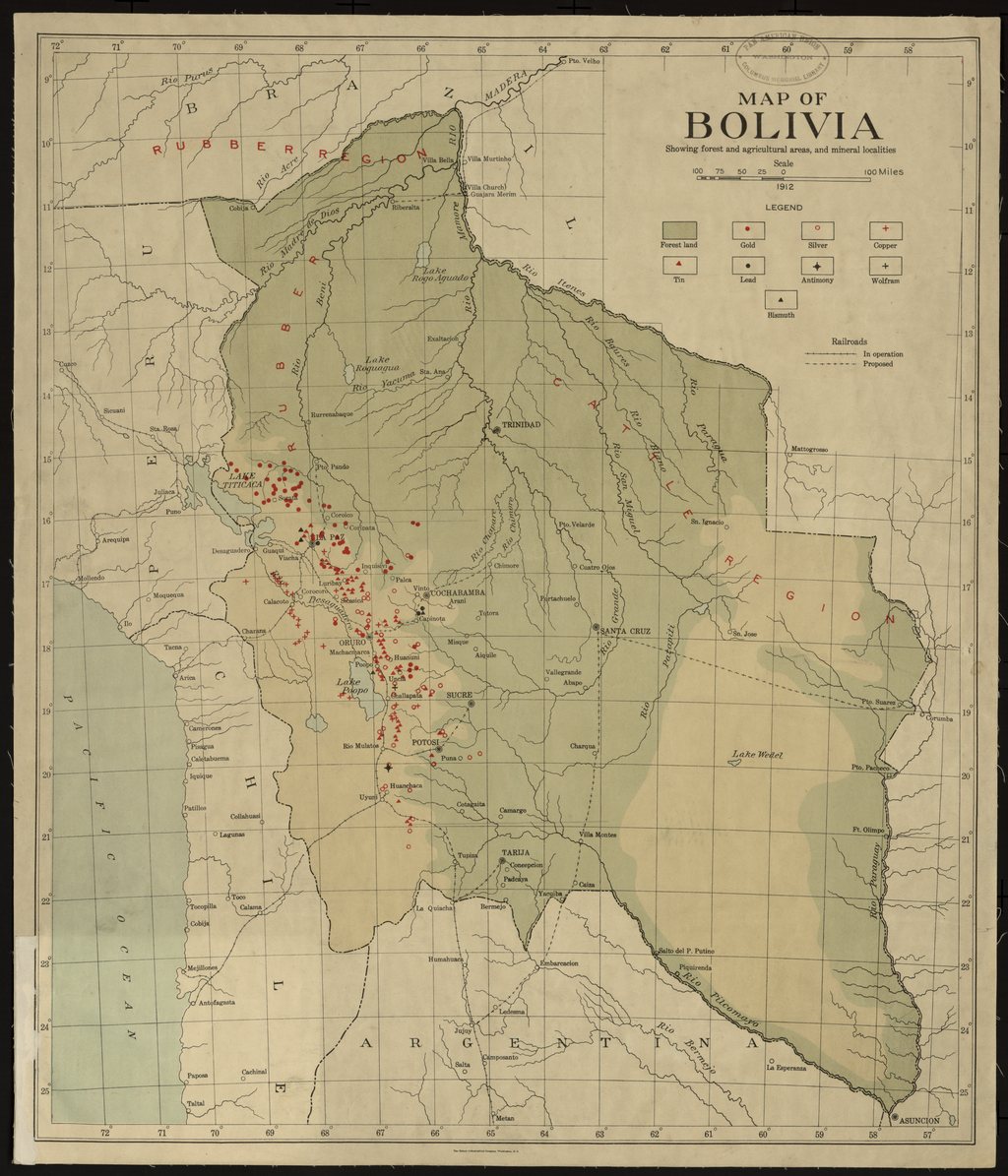
خريطة لبوليفيا عام 1912، تظهر مناطق الغابات والزراعة ومواقع التعدين

#### الزراعة
شكل قطاعي الزراعة وصيد الأسماك 14% من الناتج المحلي الإجمالي لبوليفيا في عام 2003  بينما كانا يشكلان 28% في عام 1986. يشتغل في القطاعان 44% من عمال بوليفيا. يعمل معظم العمال الزراعيين في زراعة الكفاف - النشاط الاقتصادي السائد في منطقة المرتفعات. إن الإنتاج الزراعي في بوليفيا صعبٌ نوعًا ما بسبب طوبوغرافيا البلاد ومناخها، والارتفاعات العالية تجعل الزراعة صعبة، بالإضافة إلى تأثيرات إل نينيو والفيضانات الموسمية. يستمر الناتج المحلي الإجمالي الزراعي في بوليفيا في الارتفاع ولكنه لم يحقق سوى معدل نمو متواضع نسبته 2.8% سنويًا منذ عام 1991
لا تزال الكوكا أكثر المنتجات الزراعية ربحًا في بوليفيا، وتعد بوليفيا حاليًا ثالث أكبر منتج لها في العالم بعد كولومبيا والبيرو، بمساحة مزروعة تقدر بنحو 29500 هكتار في عام 2007.[بحاجة لمصدر] بوليفيا هي ثالث أكبر منتج للكوكايين، وهو عقار مُنتَج من الكوكا، بإنتاج يُقدَّر بنحو 120 طن متري من الكوكايين النقي المحتمل في عام 2007، ودولة عبور للكوكايين البيروفي والكولومبي المتجه بشكل غير قانوني إلى الولايات المتحدة وأوروبا والبرازيل والأرجنتين وتشيلي وباراغواي. عملت الحكومة البوليفية على تقييد زراعة الكوكا، استجابة للضغوط الدولية. ومع ذلك، فإن جهود القضاء عليه قد أعيقت بسبب عدم وجود محصول بديل مناسب للمجتمعات الريفية التي زرعت الكوكا لأجيال.
منذ عام 2001، كانت الصادرات الزراعية القانونية الرائدة في بوليفيا هي فول الصويا. بالإضافة إلى القطن والبن وقصب السكر. بالنسبة للاستهلاك المحلي، تعتبر الذرة والقمح والبطاطس من المحاصيل التي يختارها المزارعون البوليفيون. لا يوجد في بوليفيا سوى صناعة الأخشاب، على الرغم من غاباتها الشاسعة. في عام 2003، شكلت صناعة الأخشاب 3.5% فقط من أرباح التصدير. فرض قانون الغابات لعام 1996 ضريبة على الخشب المنشور، وبالتالي نقصت صادرات الخشب المنشور البوليفي كثيرًا. أُنشئ مجلس الإشراف على الغابات للقضاء على قطع الأشجار غير القانوني، والذي لم يحقق سوى الحد الأدنى من النجاح في جهود استعادة الغابات. مع زيادة الكفاءة، من المحتمل أن توسع بوليفيا ربحية مواردها الغابية، مع الاستمرار في حمايتها من الاستغلال المفرط. لعدم كون بوليفيا دولة ساحلية، فهي تستغل البحيرات العذبة في البلاد، لذلك صناعة صيد الأسماك صغيرة. يبلغ متوسط الصيد السنوي حوالي 6000 طن.
في عام 2018، أنتجت بوليفيا 9.6 مليون طن من قصب السكر، 2.9 مليون طن من فول الصويا، 1.2 مليون طن من الذرة، 1.1 مليون طن من البطاطس، مليون طن من السورغم، 700 ألف طن من الموز، 541 ألف طن من الأرز، 301 ألف طن من القمح، بالإضافة إلى إنتاج أقل من المنتجات الزراعية الأخرى، مثل اليوسفي، البفرة، البرتقال، فاصوليا، حب الشمس، القطن.
تعتبر الزراعة والحراجة أيضًا شريان الحياة للعديد من القرى الصغيرة التي تضم غالبية السكان.  تعثر اقتصاد القرية الصغيرة وتضاءل منذ أواخر القرن العشرين بسبب تفاقم المشاكل البيئية بما في ذلك إزالة الغابات وما يترتب على ذلك من تدهور وتقهقر التربة، تلوث المياه، وفقدان التنوع البيولوجي، وما إلى ذلك.  إلى جانب ذلك، تعيق المشاكل السياسية والاجتماعية نمو القرى الصغيرة كثيرًا: فالاضطراب السياسي، ومأزق ما بعد الحرب الأهلية، والعجز المالي المتزايد قد خنق معظم حوافز الاستثمار. لقد أدى الفساد والتلاعب في إمدادات المياه من قبل الشركات الأجنبية إلى تقويض توافر وكفاءة السوق المحلية كثيرًا، مما يترك القليل من الأرباح لمزارعي القرى والمنتجين. وعلاوة على ذلك، فإن السوق العالمية تشكل تهديدا لاستقرار واستدامة اقتصاد بوليفيا الهش: فقد أدى انخفاض أسعار الصادرات، وانخفاض التجارة غير الرسمية والمنتجات المحلية المتجانسة التي تتطلب مهارات منخفضة إلى تفاقم الحالة القاتمة لأنشطة الاقتصاد الجزئي في بوليفيا،  مما يجعل من المستحيل تقريبًا على مزارع ومصانع القرية أن تكسب رزقها من التجارة مع العالم. تضاؤل الأرباح وارتفاع تكلفة الإنتاج جعل اقتصاد القرى الصغيرة في بوليفيا ضعيفًا للغاية وغير مستقر نتيجة لذلك، تزداد البطالة وتوشك الأعمال الصغيرة على الإفلاس، مما جعل التدخل الحكومي غير فعال للغاية وأرجأ العديد من المبادرات الحكومية ومحاولات تحسين الوضع.

#### التعدين
لا يزال التعدين أمرا حيويا لاقتصاد بوليفيا. أدى انهيار سوق القصدير العالمي في الثمانينيات من القرن الماضي إلى إعادة هيكلة الصناعة. خفضت الدولة سيطرتها كثيرًا ولا تدير حاليًا سوى جزء صغير من أنشطة التعدين. تستخدم العمليات صغيرة الحجم، التي غالبًا ما تكون منخفضة الإنتاجية، العديد من عمال المناجم التابعين للدولة. حل الغاز الطبيعي محل القصدير والفضة باعتباره السلعة الطبيعية الأكثر قيمة في البلاد. أكد اكتشاف عام 1997 مكاسب قدرها عشرة أضعاف احتياطيات الغاز الطبيعي المعروفة في بوليفيا. تباطأت إيجاد الأسواق للاستفادة من هذا المورد محليًا ودوليًا، بسبب نقص البنية التحتية والصراعات على دَور الدولة في السيطرة على الموارد الطبيعية. على الرغم من عودة ظهور سوق القصدير العالمي، إلا أن بوليفيا تواجه منافسة شديدة من دول جنوب شرق آسيا المنتجة لقصديرٍ منخفض التكلفة. زاد إنتاج الذهب والفضة كثيرًا خلال العقد الماضي. اعتبارًا من عام 2002، استخرجت بوليفيا سنويًا وصدرت أكثر من 11 طن من الذهب و 461 طنًا من الفضة. بالإضافة إلى ذلك، زادت بوليفيا من إنتاج الزنك، حيث استخرجت أكثر من 100،000 طن سنويًا. تشمل المعادن الأخرى التي تم التنقيب عنها الأثمد والحديد و التنجستن.

##### الليثيوم
وفقًا لهيئة المساحة الجيولوجية الأمريكية، تمتلك بوليفيا 9 ملايين طن من الليثيوم، بنسبة 14.5% وهو ثاني أكبر تركيز معروف لليثيوم في أي بلد. تمتلك الأرجنتين 14.8 مليون طن معروف من الليثيوم وتشيلي 8.5 مليون طن وأستراليا 7.7 مليون طن والولايات المتحدة 6.8 مليون طن. والتي يمكن استخدامها في صناعة بطاريات الليثيوم المستخدمة في السيارات الهجينة والكهربائية بالإضافة إلى أعداد ضخمة من البطاريات الأصغر. تقع هذه الرواسب الكبيرة في المناطق الصحراوية التي تزرعها مجموعات السكان الأصليين، الذين يطالبون بنصيبهم من الأرباح الناتجة عن مواردهم الطبيعية. فضل الرئيس البوليفي إيفو موراليس الملكية الوطنية وليست الأجنبية للموارد الطبيعية، لذلك أمم احتياطيات البلاد من النفط والغاز الطبيعي.
قد تؤثر عمليات التعدين على المسطحات الملحية في البلاد (تسمى سالار دو أويوني)، وهي ميزة طبيعية مهمة تعزز السياحة في المنطقة، ولا تريد الحكومة تدمير هذا المشهد الطبيعي الفريد لتلبية الطلب العالمي المتزايد على الليثيوم
في يناير 2013، افتتحت بوليفيا مصنعًا لإنتاج الليثيوم في أويوني، ينتج بشكل أساسي كلوريد البوتاسيوم، أيضًا، وقعت الحكومة البوليفية على اتفاق لتطوير استخراج الليثيوم وإنتاج بطاريات الليثيوم مع العديد من البلدان، وخاصة من منطقة آسيا والمحيط الهادئ.

### الصناعة
سنويًا، شكل التصنيع حوالي 18% من الناتج المحلي الإجمالي لبوليفيا بين عامي 1995 و 2005. زادت حصة الصناعة ككل (بما في ذلك صناعة التعدين) من الناتج المحلي الإجمالي من 30 في المائة في عام 2000 إلى 37.3 في المائة في عام 2010.[بحاجة لمصدر] معظم الصناعات صغيرة الحجم، تستهدف الأسواق الإقليمية بدلاً من المحلية. أدت خيارات الائتمان غير الكافية والمنافسة من السوق السوداء إلى منع قطاع التصنيع في بوليفيا من التطور بشكل كامل. تشمل السلع المصنعة الرائدة في بوليفيا المنسوجات والملابس والسلع الاستهلاكية (غير المعمرة) وفول الصويا المعالج والمعادن المكررة والنفط المكرر.
يعتبر تصنيع الأغذية والمشروبات والتبغ أكبر قطاع في الصناعة التحويلية (39% في 2001). يحتل هذا القطاع مكانة بارزة في الصناعة التحويلية التي تنمو باستمرار، سواء في الإنتاج أو في عدد الأعمال والوظائف. في عام 2010 كانت حصته من الصادرات حوالي 14%.  وصل فول الصويا ومشتقاته خصوصًا إلى أسواق تصدير كبيرة جدًا في السنوات الأخيرة. تقع أكبر المصانع التي تنتج فول الصويا وحب عباد الشمس والقطن والسكر من قصب السكر بشكل رئيسي في سانتا كروز، على الرغم من وجود مصافي نفط تعمل في كوتشابامبا. يوجد في جميع المدن الرئيسية مصنع جعة واحد على الأقل، ومصنع واحد أو أكثر لتعبئة زجاجات المشروبات الغازية وأيضًا لتعبئة الأطعمة المعلبة.
كانت صناعة المنسوجات ثاني أكبر قطاع صناعي بعد صناعة المواد الغذائية في السبعينيات من القرن الماضي وتراجعت أهميتها بعد ذلك، مما يمثل تناقصًا تدريجيًا في قيمة التصنيع الكلي. لكن منذ التسعينيات من القرن الماضي زادت صناعة النسيج من معدل نموها وانخفضت صناعة القطن والصوف على حساب الألياف الاصطناعية. يوجد أكبر تجمع لمصانع النسيج في لاباز، ولكن أيضًا في سانتا كروز وكوتشابامبا وبدرجة أقل في أورورو.
صناعة أخرى مهمة هي صناعة تكرير النفط.

### الخدمات
صناعة الخدمات في بوليفيا لا تزال غير متطورة. يسكن البوليفيون أحد أفقر البلدان في أمريكا الجنوبية، ولديهم قوة شرائية ضعيفة. يعاني قطاع التجزئة من ضعف الطلب والمنافسة مع وجود سوق سوداء كبيرة للبضائع المهربة.  انسحبت الشركات الأمريكية مثل ماكدونالدز ودومينوز من بوليفيا في السنوات الأخيرة.

#### البنوك والتمويل
لطالما عانت البنوك في بوليفيا من الفساد وضعف التنظيم.  ومع ذلك، فإن سلسلة من الإصلاحات التي بدأها قانون البنوك لعام 1993 والقوانين اللاحقة التي تعمل تدريجياً على تحسين القطاع المصرفي في بوليفيا، مما أدى إلى خفض عدد البنوك الخاصة في بوليفيا من 14 في عام 1995 إلى تسعة في عام 2003. تسمح بوليفيا بالمشاركة الأجنبية والاستثمار في البنوك البوليفية. حوالي 90% من ودائع البنوك البوليفية بالدولار الأمريكي.  تحاول الحكومة البوليفية تغيير هذا الوضع من خلال فرض ضرائب على الحسابات التي يتم تحويلها إلى الدولار مع إعفاء حسابات البوليفاريو من الضريبة. حتى عام 2002، كان 27% من جميع القروض متعثرة، مما دفع معظم المستثمرين الأجانب إلى تركيز مواردهم في مكان أكثر أمانًا إلى حد ما لإقراض الشركات. ذهب معظم الإقراض المصرفي في عام 2003 إلى التصنيع (24%)، تليها الخدمات العقارية (18%) والتجارة والتجزئة (16%). لا تزال الديون السيئة عند مستوى عالٍ تاريخيًا. هناك حاجة إلى مزيد من الإصلاحات، بما في ذلك القانون المعلق لإدخال نظام ضمان الودائع. توسعت سوق الأوراق المالية في بوليفيا في عام 1998 لتشمل سندات الشركات، إلى جانب سوق المال وخيارات السندات الحكومية التي كانت موجودة سابقًا. عززت خصخصة برنامج الضمان الاجتماعي في بوليفيا سوق الأوراق المالية.

#### السياحة
لم تكن مناظر بوليفيا الرائعة ومناطق الجذب الطبيعية كافية لتحويل البلاد إلى وجهة سياحية رئيسية بسبب عدم الاستقرار السياسي وعدم وجود أماكن إقامة من الدرجة الأولى. ومع ذلك، نمت السياحة في بوليفيا تدريجيًا على مدار الخمسة عشر عامًا الماضية. في عام 2000، جذبت بوليفيا 306,000 سائح، مقارنة بـ 254,000 في عام 1990، وبلغت عائدات السياحة ذروتها عند 179 مليون دولار أمريكي في عام 1999. تراجعت السياحة في بوليفيا في أعقاب هجوم 11 سبتمبر 2001 على الولايات المتحدة، كما كان الحال في جميع أنحاء أمريكا الشمالية والجنوبية. وبعد ذلك شهد قطاع السياحة زيادة كبيرة، ووصل عدد السياح في عام 2018 إلى 1,142,000 سائح.

## البنية التحتية

### الطاقة
تعد احتياجات بوليفيا من الطاقة صغيرة نسبيًا ولكنها تنمو باستمرار، حيث تستخدم بوليفيا النفط لمعظم احتياجاتها من الطاقة، يليها الغاز الطبيعي والطاقة الكهرومائية.

#### النفط
تقدر احتياطيات بوليفيا من النفط بحوالي 441 مليون برميل (70,100,000 م3)، وهو خامس أكبر احتياطي في أمريكا الجنوبية. تقع الحقول في الشرق والجنوب. تتمثل الأنشطة الرئيسية للمصافي في تجزئة النفط الخام، والتحويل الحفاز للبنزين عالي الأوكتان، وتكرير الأجزاء الثقيلة لإنتاج مواد التشحيم. المنتجات النهائية هي بنزين المركبات والبروبان السائل والبوتان ووقود الطائرات والديزل ومواد التشحيم للاستخدام في الآلات الصناعية. بما أن إنتاج النفط المحلي غير كافٍ لتلبية الطلب المحلي، فإن بوليفيا مستورد صاف للنفط.
حتى وقت قريب، كانت صناعة النفط في البلاد تحت سيطرة الشركة الحكومية واي بي أف بي، التي تأسست عام 1936 بهدف تطوير الموارد النفطية وتكريرها وتوزيعها. بعد جهود الخصخصة في التسعينيات من القرن الماضي، كان نقل الغاز الطبيعي والنفط في أيدي القطاع الخاص خلال التسعينيات بينما كان إنتاج المواد وتكريرها جزءًا من عقود تقاسم المخاطر بين الحكومة والمستثمرين من القطاع الخاص. في عام 1999 تمت خصخصة المصافي بالكامل. في مايو 2006 أعاد الرئيس إيفو مورالس تأميم الاحتياطيات، بينما ظل استغلالها في أيدي القطاع الخاص.

#### الغاز الطبيعي
إجمالي احتياطيات الغاز الطبيعي في البلاد حوالي 27.6 تريليون قدم مكعب (780 كـم3) وفقًا لأرقام الحكومة البوليفية، فإن بوليفيا تأتي بعد فنزويلا فقط من حيث احتياطيات الغاز الطبيعي المؤكدة في أمريكا الجنوبية. بالإضافة إلى ذلك، تتمتع بوليفيا بالاكتفاء الذاتي في إنتاج الطاقة.  تغير القطاع كثيرًا عندما سمحت الحكومة بالخصخصة في منتصف التسعينيات. سرعان ما استثمرت الشركات الدولية في مصادر الطاقة في بوليفيا، وخاصة في الغاز الطبيعي، مما جعل بوليفيا لاعبًا في سوق الطاقة العالمية. كان تصدير موارد الطاقة البوليفية - رغم أنه قد يكون مربحًا اقتصاديًا - محفوفًا بالمخاطر السياسية. استقال الرئيس غونزالو سانشيز دي لوسادا في النهاية بسبب خطته لتصدير الغاز الطبيعي إلى الولايات المتحدة والمكسيك عام 2003.
في 6 يونيو 2005، قدم الرئيس السابق كارلوس ميسا استقالته إلى الكونغرس البوليفي بعد شهور من المظاهرات التي قام بها السكان الأصليون في بوليفيا للمطالبة بإعادة تأميم قطاعي الغاز الطبيعي والنفط. رفعت ميسا الضرائب المفروضة على الشركات الأجنبية بينما استمرت استثماراتها في تنمية الطاقة في بوليفيا 
في 1 مايو 2006، وقع خليفته الرئيس السابق إيفو موراليس مرسوما يقضي بتأميم جميع احتياطيات الغاز الطبيعي واستعادة ملكية وحيازة والسيطرة على المحروقات.  شركة إكسون موبيل الأمريكية و بتروبراس البرازيلية و ربسول الإسبانية ومجموعة بي جي المنتجة للغاز والنفط في المملكة المتحدة وشركة توتال الفرنسية هي شركات الغاز الرئيسية الموجودة في البلاد.

#### الكهرباء
حتى عام 1994، كان قطاع الكهرباء تهيمن عليه شركة الكهرباء الوطنية. في عام 1994 خُصْخِصَ قطاع الكهرباء وفُكِّ إلى مجالات التوليد والنقل والتوزيع، لزيادة الكفاءة في القطاع وتعزيز المنافسة وتشجيع الاستثمار.
يسيطر التوليد الحراري على الإمداد بنسبة 60%، في حين أن الطاقة الكهرومائية بنسبة 40% لها حصة أقل في مزيج التوليد مقارنة ببلدان أمريكا الجنوبية الأخرى (متوسط قدرة الطاقة الكهرومائية في منطقة أمريكا اللاتينية ومنطقة البحر الكاريبي هو  51٪). تبلغ نسبة تغطية الكهرباء في المناطق الريفية حوالي 30% وهو من أدنى المعدلات في أمريكا اللاتينية ويمثل تحسينها تحديًا كبيرًا في المستقبل ويتطلب جهودًا مشتركة من كل من القطاعين العام والخاص.  كما هو الحال في البلدان الأخرى، يتكون قطاع الكهرباء في بوليفيا من نظام وطني مترابط (SIN) وأنظمة خارج الشبكة (تُعرف باسم Aislado).

## العمل والرعاية
أدى الانكماش الاقتصادي في أواخر التسعينيات من القرن الماضي، إلى جانب الخصخصة وجهود التقشف التي قادها الرئيس كارلوس ميسا، إلى بطالة كبيرة. على الرغم من أن الحكومة البوليفية لا تقوم بإحصاءات البطالة، إلا أن الخبراء الخارجيين يقدرون البطالة بين 8 و10% من السكان. كما تنتشر البطالة المُقَنَّعة للقوى العاملة في بوليفيا التي تقارب بنحو 4 ملايين. نتيجة لنقص فرص العمل الرسمية، كان ما يقرب من 65% من القوى العاملة الحضرية يعملون لحسابهم الخاص في عام 2002.
النقابات العمالية لها تاريخ قوي في بوليفيا، والعديد من العمال في القطاع الرسمي ينتمون إلى النقابات.  النقابات الكبيرة، مثل اتحاد العمال البوليفي واتحاد نقابات عمال المناجم البوليفيين، نجحت في حشد العمال إلى عدد لا يحصى من الإضرابات ووقف العمل. ومع ذلك، فإن ظروف العمل بالنسبة لمعظم العمال البوليفيين صعبة، هذه الظروف أكثر خطورة فيما يتعلق بالقطاع غير الرسمي.
أُدرجت بوليفيا في تقرير وزارة العمل الأمريكية لعام 2014 بشأن عمالة الأطفال والعمل القسري من بين 74 دولة لوحظت فيها أمثلة على مثل هذه الممارسات. وفقًا لقائمة السلع التي تنتجها عمالة الأطفال أو العمل القسري الصادرة بموجب هذا التقرير، تظهر هذه الممارسات في بوليفيا في القطاع الزراعي وكذلك في صناعة التعدين حتى يومنا هذا. كما أفادت وزارة العمل أن «الخطة الوطنية للحكومة البوليفية للقضاء على عمالة الأطفال انتهت في عام 2010 ولم يتم تحديثها».

## العلاقات الاقتصادية الخارجية

### الاتفاقيات التجارية
تنمو تجارة بوليفيا مع الدول المجاورة، ويرجع ذلك جزئيًا إلى العديد من اتفاقيات التجارة التفضيلية الإقليمية التي تفاوضت بشأنها.[بحاجة لمصدر] كانت بوليفيا أحد الأعضاء المؤسسين لمجموعة دول الأنديز، وهي منظمة في أمريكا الجنوبية تهدف إلى تعزيز التجارة بين بوليفيا وكولومبيا والإكوادور والبيرو وفنزويلا وتشيلي. نجحت المنظمة في زيادة التجارة بين بلدان أمريكا الجنوبية. ارتفعت التجارة بين الدول الأعضاء من 3.6 مليار دولار أمريكي في عام 1991 إلى 10.3 مليار دولار أمريكي في عام 2003. بوليفيا تنتمي أيضًا إلى السوق المشتركة للجنوب (ميركوسور). أصبحت بوليفيا عضوا منتسبا في مارس 1997 لفتح فرص الاستثمار مع الدول المؤسسة لميركوسور (الأرجنتين والبرازيل وباراغواي وأوروغواي) ، فضلا عن أعضاء منتسبين آخرين في ميركوسور (تشيلي وكولومبيا والإكوادور وبيرو وفنزويلا).  تنص الاتفاقية على الإنشاء التدريجي لمنطقة تجارة حرة تغطي 80٪ على الأقل من التجارة بين الأطراف على مدى 10 سنوات، على الرغم من أن الأزمات الاقتصادية في المنطقة أعاقت التقدم في التكامل.[بحاجة لمصدر] أنفقت بوليفيا أكثر من مليار دولار أمريكي على التجارة مع بلدان ميركوسور في عام 2003. ونتيجة للمفاوضات التي بدأت في عام 1999 بشأن منطقة تجارة حرة لأمريكا الجنوبية، أعلنت ميركوسور ومجموعة دول الأنديز في ديسمبر 2004  أنها سوف تندمج وأنشئت اتحاد دول أمريكا الجنوبية على غرار الاتحاد الأوروبي.

### الواردات والصادرات
ارتفعت الصادرات بأكثر من 30% بين عامي 2010 و 2011 لتصل إلى 9.1 مليار دولار، ويرجع ذلك في الغالب إلى ارتفاع أسعار السلع الأساسية، وليس زيادة الكمية. في عام 2011، كانت أهم منتجات بوليفيا المصدرة هي: الهيدروكربونات الخام والمكررة (44.9% من إجمالي الصادرات) والمعادن (26.7%) والسلع المصنعة وشبه المصنعة (24.7%) والمنتجات الزراعية (3.7%). تنمو تجارة بوليفيا مع البلدان المجاورة، وكان أكبر شركاء بوليفيا التجاريين في عام 2011 من حيث الصادرات : البرازيل (33%) والأرجنتين (11%) والولايات المتحدة (10%) واليابان (6%) والبيرو (5%) وكوريا الجنوبية (5%) وبلجيكا (4%) والصين (3%) وفنزويلا (3%).
من عام 2010 إلى عام 2011، ارتفعت الواردات البوليفية بنسبة 41% لتصل إلى 7.6 مليار دولار.  تستورد بوليفيا العديد من الإمدادات والمدخلات الصناعية مثل قطع الغيار والمواد الكيميائية والبرمجيات ومواد الإنتاج الأخرى (31% من إجمالي الواردات) والسلع الرأسمالية (21%) والوقود (13%) والسلع الاستهلاكية (10%). وكانت أهم المنتجات المستوردة ضمن هذه الفئات هي الآلات والأجهزة الميكانيكية (17% من إجمالي الواردات) والمنتجات الكيماوية (14%) والوقود والزيوت (14%) والسيارات (13%) والمعادن (8%) والأغذية (7%). تستورد بوليفيا أيضًا كميات كبيرة من الصلب ومعدات الآلات الكهربائية وقطع غيارها والبلاستيك والمنتجات البلاستيكية.
بلغت قيمة الواردات البوليفية من السلع والخدمات حوالي 5.3 مليار دولار أمريكي في عام 2010. تمتعت بوليفيا بفائض تجاري يقدر بنحو 1.6 مليار دولار في عام 2010. استوردت بوليفيا في الغالب سلعًا وسيطة [الإنجليزية]، تليها السلع الصناعية والرأسمالية والاستهلاكية.  تشمل المصادر الرئيسية للواردات البوليفية البرازيل والأرجنتين والولايات المتحدة وتشيلي.
بلغت صادرات السلع والخدمات البوليفية في عام 2010 حوالي 7 مليارات دولار أمريكي مقارنة ب 1.9 مليار دولار أمريكي في عام 2003. أدت زيادة إنتاج الهيدروكربونات، وخاصة الغاز الطبيعي، إلى انتعاش تجارة بوليفيا في عام 2004، وتجاوزت عائدات تصدير الغاز الطبيعي 619 مليون دولار أمريكي، بالإضافة إلى ذلك، أصبحت بوليفيا رائدة السوق في تصدير الجوز البرازيلي، تصدر بوليفيا أيضًا كميات كبيرة من النفط. بالإضافة إلى الهيدروكربونات، شملت الصادرات المهمة الأخرى الزنك وفول الصويا وخام الحديد والقصدير. في عام 2001 تفوقت البرازيل على الولايات المتحدة باعتبارها منفذ التصدير الرئيسي لبوليفيا، بالإضافة إلى ذلك فسويسرا وفنزويلا وكولومبيا شركاء تصدير مهمون أيضًا. سعت بوليفيا بنشاط إلى تعزيز الروابط الاقتصادية في أمريكا الجنوبية بعد الاعتماد لفترة طويلة على الولايات المتحدة كشريك تجاري أساسي لها.
لا تزال الولايات المتحدة واحدة من أكبر الشركاء التجاريين لبوليفيا. ومع ذلك، تفوقت عليها البرازيل كثيرًا في عام 2012. في عام 2002، صدرت الولايات المتحدة 283 مليون دولار من البضائع إلى بوليفيا واستوردت 162 مليون دولار. الصادرات الرئيسية لبوليفيا إلى الولايات المتحدة هي القصدير الذهب والمجوهرات والمنتجات الخشبية، ووارداتها الرئيسية من الولايات المتحدة هي الحواسيب والمركبات والقمح والآلات. دخلت معاهدة الاستثمار الثنائية بين الولايات المتحدة وبوليفيا حيز التنفيذ في عام 2001 ، ولكن تم إنهاء المعاهدة من قبل حكومة بوليفيا في عام 2012.

### توازن التجارة
في عام 1995، خفضت الولايات المتحدة، من بين دول أخرى، ديون بوليفيا بمقدار الثلثين. وصلت بوليفيا إلى ذروة عجز تجاري بلغ 888 مليون دولار أمريكي في عام 1998 قبل أن تؤدي زيادة الصادرات الهيدروكربونية إلى تغيير الوضع جذريًا. كان لدى بوليفيا ميزان مدفوعات سلبي كبير لعام 2002 وهو 317 مليون دولار أمريكي ومع ذلك، تم تصحيح هذا الوضع من خلال الزيادة الهائلة في عائدات الصادرات. وتشير تقديرات ميزان المدفوعات لعام 2004 إلى وجود فائض قياسي قدره 126 مليون دولار أمريكي. بلغ إجمالي الدين الخارجي لبوليفيا ما يقدر بنحو 5.7 مليار دولار أمريكي في عام 2004. ساعد صندوق النقد الدولي بوليفيا في سداد هذا الدين. بلغ الفائض التجاري لبوليفيا أكثر من 1.6 مليار دولار أمريكي في عام 2011. ويمثل هذا الرقم تغيرًا ملحوظًا في الميزانية العمومية الاقتصادية لبوليفيا.

### الاستثمار الأجنبي
انتعش الاستثمار الأجنبي في بوليفيا في عام 1995 من خلال الخصخصة. وزاد الاستثمار في التعدين واستخراج الغاز الطبيعي وكذلك الاستثمار في القطاع المصرفي. ومع ذلك، أدى التراجع الاقتصادي في أواخر التسعينيات من القرن الماضي، إلى جانب الاضطرابات السياسية، إلى انسحاب المستثمرين الأجانب من بوليفيا مرة أخرى. في عام 2000، ساهم المستثمرون الأجانب بمبلغ 736 مليون دولار أمريكي في الاقتصاد البوليفي. وقد انخفض هذا المجموع في عام 2002 إلى 676 مليون دولار أمريكي.
لا تزال حكومة بوليفيا تعتمد كثيرًا على المساعدة الخارجية لتمويل مشاريع التنمية.  في نهاية عام 2002، كانت الحكومة مدينة بمبلغ 4.5 مليار دولار لدائنيها الأجانب، منها 1.6 مليار دولار مستحقة لحكومات أخرى ومعظم الرصيد مستحق لبنوك التنمية متعددة الأطراف. تمت إعادة جدولة معظم المدفوعات إلى الحكومات الأخرى في عدة مناسبات منذ عام 1987 من خلال آلية نادي باريس. كان الدائنون الخارجيون على استعداد للقيام بذلك لأن الحكومة البوليفية حققت عمومًا الأهداف النقدية التي حددتها برامج صندوق النقد الدولي منذ عام 1987، على الرغم من أن المشكلات الاقتصادية في السنوات الأخيرة قوضت سجل بوليفيا الجيد عادة. سمحت اتفاقيات إعادة الجدولة التي منحها نادي باريس للبلدان الدائنة الفردية بتطبيق شروط ميسرة للغاية على الديون المعاد جدولتها.  ونتيجة لذلك، تنازلت بعض البلدان عن مبالغ كبيرة من ديون بوليفيا. توصلت حكومة الولايات المتحدة إلى اتفاق في اجتماع نادي باريس في ديسمبر 1995 يخفض رصيد ديون بوليفيا بنسبة 67%.  تُواصل الحكومة البوليفية سداد ديونها للمصارف الإنمائية المتعددة الأطراف في موعدها. تتمتع بوليفيا ببعض برامج المساعدة المالية التي يديرها البنك الدولي

#### مشروع إلموتون لخام الحديد
في عام 2007، وقعت شركة جيندال للصلب والطاقة [الإنجليزية] وهي ثالث أكبر مصنع للصلب في الهند، عقدًا مع الحكومة البوليفية لاستغلال رواسب خام الحديد في إلموتون، والتي تعتبر واحدة من أكبر رواسب الحديد في العالم. وفقًا للعقد، ستستثمر جيندال 1.5 مليار دولار في البداية و2.5 مليار دولار إضافية على مدى السنوات الثماني المقبلة، وهو أكبر استثمار منفرد لشركة هندية في أمريكا اللاتينية. ستنشئ جيندال مصنعًا متكاملًا للصلب بسعة 1.7 مليون طن سنويًا، ومصنعًا للحديد الإسفنجي سعة 6 مليون طن سنويًا، ومحطة لتكوير خام الحديد بسعة 10 مليون طن سنويًا، ومحطة طاقة بسعة 450 ميجاوات. من المتوقع أن يوفر المشروع 6,000 فرصة عمل مباشرة و 15,000 وظيفة أخرى بشكل غير مباشر.
اعتبارًا من يونيو 2011، استثمرت جيندال 20 مليون دولار أمريكي فقط في المشروع بسبب التأخير الكبير من قبل السلطات البوليفية في إصدار الأرض للمشروع وبسبب عدم قدرة الحكومة البوليفية على تخصيص 8 ملايين متر مكعب من الغاز الطبيعي يوميًا لمحطة توليد الكهرباء وعملية صهر الخام. في عام 2012، غادرت جيندال بوليفيا، مما دفع بوليفيا للاستيلاء على السندات.  في عام 2014، منح التحكيم الدولي جيندال 22.5 مليون دولار بسبب مصادرة بوليفيا للسندات.